# Syllepte nasonalis
Syllepte nasonalis là một loài bướm đêm trong họ Crambidae.